# Ivan Aleksejevitsj Dolgoroekov

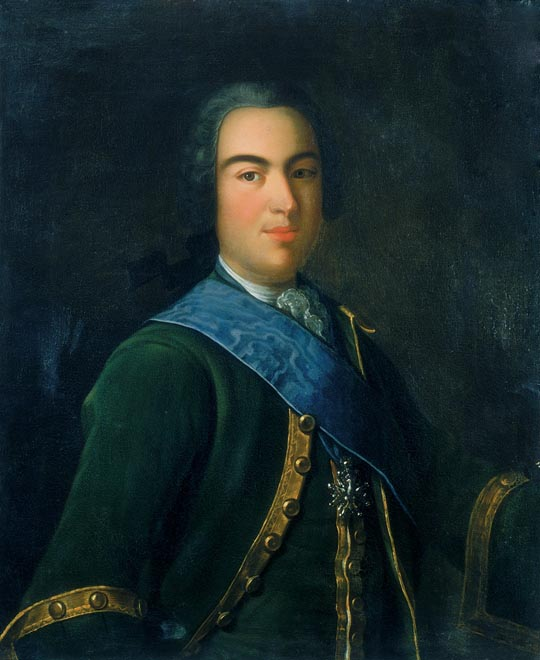
Portret met lint en kleinood van de Orde van Sint-Andreas

Ivan Aleksejevitsj Dolgoroekov (Russisch: Иван Алексеевич Долгоруков) (Warschau, 1708 - Novgorod, 8 november 1739) was een Russisch aristocraat (Knjaz) en hoveling. Hij werd vooral bekend als favoriet van keizer Peter II van Rusland. 
Dolgoroekov was ridder in de Orde van Sint-Andreas en, als enige man, opgenomen in een damesorde, de exclusieve Orde van Sint-Catharina. De achtergrond van die laatste benoeming zou een gril van Catharina I zijn geweest die hem verwijfd vond.

## Biografie
Ivan Aleksejevitsj was de zoon van Aleksej Grigorjevitsj Dolgoroekov, en neef van Jakob Fjodorovitsj Dolgoroekov.
Ivan Dolgoroekov probeerde politiek voordeel te trekken uit zijn greep op tsaar Peter II met wie hij was opgegroeid en arrangeerde in 1729 de verloving van de tsaar met zijn zus Jekaterina Dolgoroekova. 
Toen Peter de Grote in 1725 stierf, brak er een periode aan van frequente troonswisselingen aan: Catharina I en Peter II stierven kort na elkaar en vervolgens moest er een troonopvolger gekozen worden uit de vrouwelijke lijn van de Romanovs. Met Peter II, die kinderloos was - hij werd slechts 14 jaar - eindigde de afstamming in de mannelijke lijn en hij had geen opvolger aangewezen.
Sinds januari 1726, na de dood van Peter I, kende Rusland de Opperste Geheime Raad (Верховный тайный совет), bestaande uit 6 leden die feitelijk leiding gaven aan het land en ook decreten konden uitvaardigen. Binnen één maand ontnamen ze de Senaat, die door Peter I was ingesteld, alle leidinggevende taken. Drie van deze leden, Aleksandr Mensjikov, Heinrich Johann Friedrich Ostermann en prins Dmitri Golitsyn, verkregen steeds meer macht gedurende de daaropvolgende jaren, alhoewel Mensjikov in 1727 door de adellijke families Glitsyn en Dolgoroekov verbannen werd, omdat hij binnen de regerende kliek te veel macht wilde.
De Opperste Geheime Raad hield na de dood van Peter II op 29 januari 1730 een beraad over de vraag wie hem zou moeten opvolgen. Een dochter van Peter de Grote, Elisabeth, wezen ze al dadelijk af, omdat de Dolgoroekovfamilie geen afstammeling van Peter de Grote op de troon wilde hebben; dit zou hun privileges hebben aangetast.
Ze wezen ook de oudste dochter van Peter I's halfbroer co-tsaar Ivan V, Catharina Ivanova, af omdat die met een Duitser was getrouwd.
Ook Mensjikov vatte het plan zijn dochter Maria met de nieuwe tsaar te laten trouwen, maar daar werd op instigatie van tsaar een stokje voor gestoken door de families Dolgokurov en Golitzyn. Op 20 september 1727 werd Mensjikov gevangengenomen en na een proces met vrouw en kinderen naar Siberië getransporteerd. Zijn goederen werden in beslag genomen en Mensjikov stierf twee jaar later in armoede. 
In plaats van  daarvan kozen de leden van de Opperste Geheime Raad Tsaar Ivans tweede dochter, Anna Ivanovna, die toen regeerde over Koerland. Ze stelden een lijst met acht eisen op die zij moest ondertekenen en die hun macht waarborgde en ze moest beloven haar geliefde Ernst Johann Biron niet mee te nemen naar Rusland. Anna accepteerde en kwam vervolgens naar Sint-Petersburg in januari 1730.
De partij van Peter verloor een machtsstrijd en Ivan Dolgoroekov en zijn familie werden na de dood van Peter II, door toedoen van Aleksandr Mensjikov en op bevel van Keizerin Anna van Rusland op 9 (20) april 1739 verbannen naar Volosjin. Aanleiding voor de verbanning was een mislukte poging om het testament van de tsaar te vervalsen. In het vervalste testament liet de stervende heerser zijn troon na aan zijn verloofde. Ivan Dolgoroekov plaatste zèlf de valse handtekening. Omdat de samenzweerders hun koelbloedigheid verloren werd het valse testament niet gepubliceerd maar verbrand. 
Keizerin Anna van Rusland liet Dolgoroekov en zijn vrouw op 9 (20) april 1739 naar Siberië verbannen, waar het grootste deel van zijn familie werd gedood. Dolgoroekov zelf werd van verraad beschuldigd, gemarteld en samen met twee ooms en een neef in Novgorod geradbraakt.